# Dorothea von Hantelmann
 (juin 2025).
Dorothea von Hantelmann (née en 1969 à Hambourg) est une historienne de l'art, auteure et commissaire d'exposition indépendante allemande. De 2013 à 2015, elle est professeure invitée à l'Université de Cassel sur l'histoire et l'importance de la documenta.

## Vie et travail
Dorothea von Hantelmann a étudié l'histoire de l'art, l'allemand et l'ethnologie à Berlin et a travaillé comme chercheuse au Museum of Modern Art de New York. À l’Université libre de Berlin, elle a travaillé sur le projet de recherche « Cultures du performatif », qui étudie la performativité dans l’art et examine son potentiel politique, critique et participatif. Dorothea von Hantelmann étudie le thème de « l’expérience esthétique dans le contexte de la dissolution des frontières artistiques », en examinant les interactions entre la pratique artistique et la vie quotidienne. Elle a été commissaire et co-commissaire de diverses expositions et projets, notamment « Elective Affinities », un projet interdisciplinaire d'art et de théâtre pour le Festival de Vienne en 1999, « I like theatre & theatre likes me » pour le Deutsches Schauspielhaus de Hambourg, et « I promise it's political » pour le Musée Ludwig de Cologne en 2002.
Elle a publié des articles sur des artistes tels que Daniel Buren, James Coleman, Jeff Koons et Pierre Huyghe. Dans sa thèse Comment faire des choses avec l'art : sur la signification de la performativité de l'art, elle suit la théorie performative du langage de John Langshaw Austin et explore la façon dont l'art fonctionne et peut devenir significatif par rapport à son impact social.
Elle ne part pas de la question de savoir ce que l’artiste veut nous dire. C'est à partir de l’objet en tant que tel et en vertu de son intégration dans un cadre conventionnel et institutionnel qu'elle s’interroge sur ce que fait l’art. Contrairement aux intentions de l’avant-garde, elle suit Judith Butler dans la thèse selon laquelle l’art ne peut devenir efficace en rompant avec les conventions, mais seulement en agissant dans le cadre conventionnel. Elle le démontre à travers quatre artistes contemporains : James Coleman, Daniel Buren, Tino Sehgal et Jeff Koons.
Dorothea von Hantelmann est mariée à l'artiste Tino Sehgal, avec qui elle a deux enfants. Ils vivent à Berlin.

## Écrits
- art moving politics. In: Angelika Stepken : Lesebuch. Badischer Kunstverein, Karlsruhe 2001.
- Showing Art Performing Politics. In : I promise it’s political. Museum Ludwig, Cologne, 2002.
- Production of Space – Space of Production. In: Michael Elmgreen, Ingar Dragset: Spaced Out. Portikus, Francfot-sur-le-Main, 2003.
- I promise it’s performative. In: Marijana Erstić : Medien, Avantgarde, Performativität. Transcript, 2005.
- How to Do Things with Art. Zur Bedeutsamkeit der Performativität von Kunst. Diaphanes, Zürich / Berlin, 2007,  (ISBN 978-3-03734-009-7).
- Avec Karin Gludovatz (de), Michael Lüthy et Bernhard Schieder: Kunsthandeln. Diaphanes, Zürich, 2010,  (ISBN 978-3-03734-110-0).
- Quel nouvel espace rituel pour le XXIème siècle? , Dorothea Von Hantelmann ; Yves Citton ; Deep L Multitudes (Paris, France), 2020-06, Vol.n° 79 (2), p.123-132